# Canton de Chambéry-Est
Le canton de Chambéry-Est est une ancienne division administrative française, située dans le département de la Savoie et la région Rhône-Alpes.
Créé en 1985, le canton disparait en 2015 à la suite du redécoupage cantonal de 2014.

## Géographie

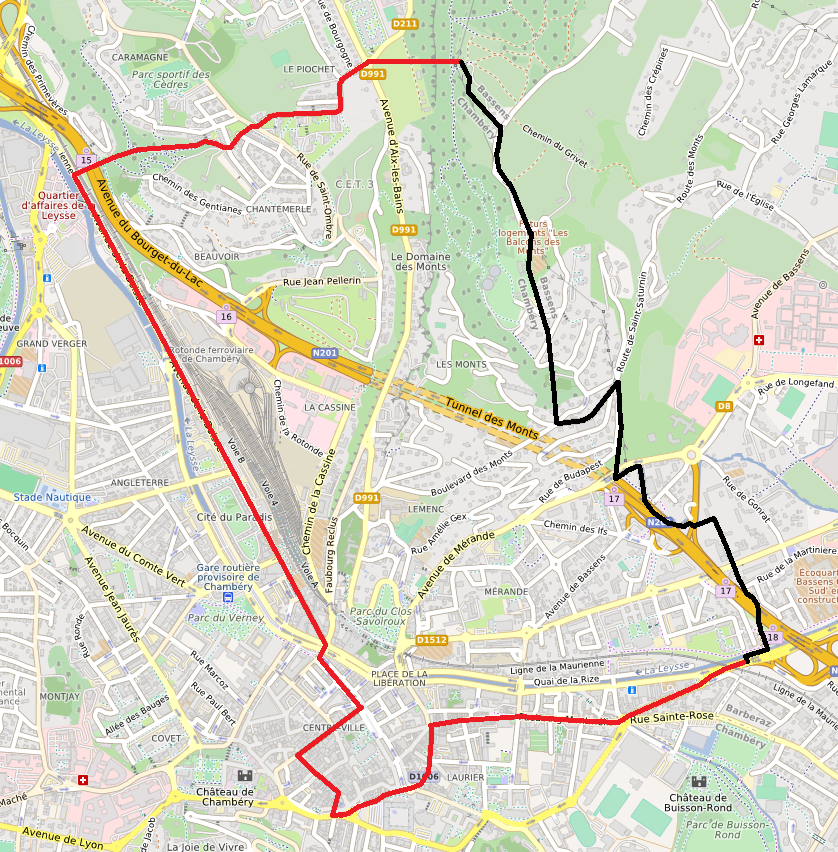
Plan du canton de Chambéry-Est en 2015.

Le canton de Chambéry-Est est situé en bordure est de la commune de Chambéry, préfecture du département de la Savoie.
Avec une superficie de 2,83 km2, soit 283 hectares, il était l’un des plus petits cantons que comptait le département depuis sa création en 1985, après le canton de Chambéry-Sud (2,1 km2). Il comptait néanmoins 14 210 habitants en 2012, ce qui lui donnait alors une densité relativement élevée, de plus de 5 000 habitants par km².
Comme les trois autres cantons que compte la commune durant son existence, celui de Chambéry-Est comprend une grande part de relief, en particulier à l'est où il s'étend sur l’ensemble de la colline de Lémenc et de la partie sud des Monts, géologiquement reliés au massif des Bauges. S'ajoute également la colline de la Boisse au nord-ouest du canton, qui constitue les premières pentes vers le plateau de la Croix-Rouge se poursuivant sur le canton de Chambéry-Nord.
Le territoire sur ces collines est majoritairement constitué de zones résidentielles (quartiers de Beauvoir, Chantemerle, Lémenc, les Monts) ou récréatives (parc et forêt des Monts, parc du Clos Savoiroux). Au pied de ces collines, le territoire est plus urbain et comprend des zones résidentielles (centre-ville, faubourg Montmélian, Joppet, Mérande)  et économiques (Cassine, gare et dépôt ferroviaires de Chambéry).
Enfin le canton est traversé sur sa partie sud par la Leysse, principale rivière de Chambéry. L'Albanne, un de ses affluents, s'y jette dans le canton mais n'y parcourt que quelques mètres.

## Histoire
Le canton de Chambéry-Est est créé par décret no 85-86 du 23 janvier 1985 portant modification et création de cantons dans le département de la Savoie.
Ce décret fait suite à une délibération du Conseil général de la Savoie en date du 26 novembre 1984. Il prévoit la création de trois cantons (canton de Chambéry-Nord/Sonnaz, canton de Chambéry-Est et canton de Saint-Alban-Leysse) en remplacement des deux anciens cantons de Chambéry-Nord et de Saint-Alban-Leysse.
À la suite du redécoupage cantonal de 2014, le décret no 2014-272 du 27 février 2014 portant délimitation des cantons dans le département de la Savoie implique la suppression du canton de Chambéry-Est dont le territoire est éclaté au sein des trois nouveaux cantons créés : le canton de Chambéry-1 (Beauvoir, Chantemerle), le canton de Chambéry-2 (faubourg Montmélian, Joppet, Lémenc, les Monts, Mérande) et le canton de Chambéry-3 (Cassine, gare). L'entrée en vigueur des nouveaux cantons et la disparition de celui de Chambéry-Est est effective à compter des premières élections départementales de mars 2015.
Durant les trente ans d'existence du canton, celui-ci n’aura élu qu'un seul conseiller général, le député puis sénateur Michel Bouvard.

## Composition

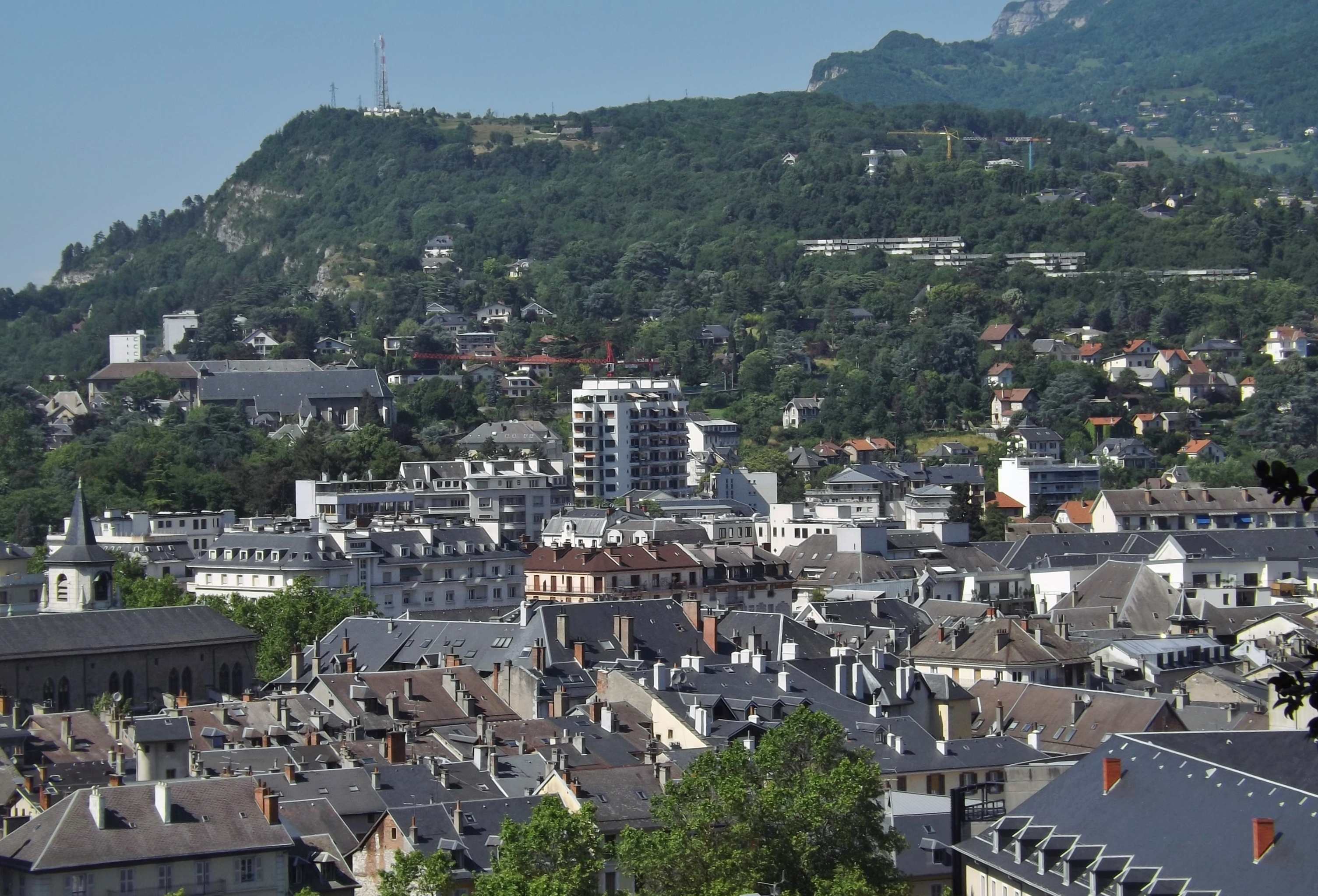
Centre-ville, Lémenc et les Monts, partie sud-est du territoire du canton de Chambéry-Est.

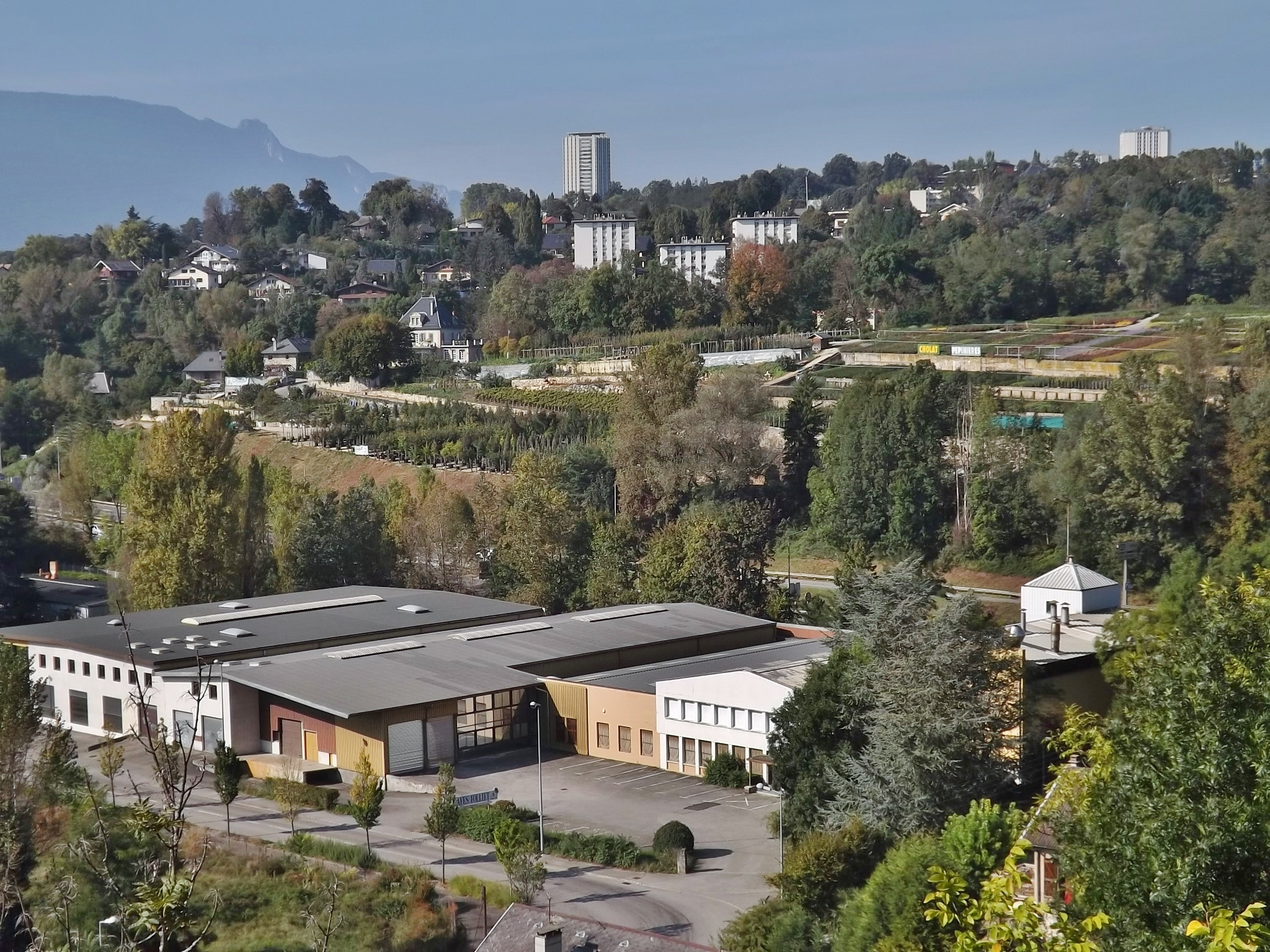
La Cassine et Chantemerle, partie nord-ouest du territoire du canton.

Le canton de Chambéry-Est comprend une partie de la commune suivante :
| Nom                  | Code Insee | Intercommunalité  | Population (dernière pop. légale)               |
| -------------------- | ---------- | ----------------- | ----------------------------------------------- |
| Chambéry (chef-lieu) | 73065      | CA Grand Chambéry | Fraction : 14 210(2012) Commune : 59 490 (2014) |

Ce canton regroupe les quartiers de Chantemerle, la Cassine, Piochet, Beauvoir, Mérande, Joppet, Lémenc, les Monts, le Faubourg Reclus, le Faubourg Montmélian (partie droite) et une grande partie de la vieille ville jusqu'à la rue de Boigne.

## Administration
| Période                                  | Période | Identité       | Étiquette    | Qualité |
| ---------------------------------------- | ------- | -------------- | ------------ | --- |
| 1985                                     | 2015    | Michel Bouvard | RPR puis UMP | - Conseiller maître à la Cour des comptes - Ancien conseiller général du Canton de Chambéry-Nord (1982-1985) - Sénateur de la Savoie (2014-2017) - Député de la Savoie (1993-2012) - Ancien conseiller municipal de Chambéry - Vice-président du Conseil général Elu en 2015 dans le Canton de Chambéry-2 |
| Les données manquantes sont à compléter. |         |                |              | |

## Démographie
| 1999   | 2012   |
| ------ | ------ |
| 12 846 | 14 210 |